# Inhaúma
Inhaúma és un barri de la Zona Nord del municipi de Rio de Janeiro. El seu IDH, l'any 2000, era de 0,810, el 81 millor del municipi de Rio.

## Història

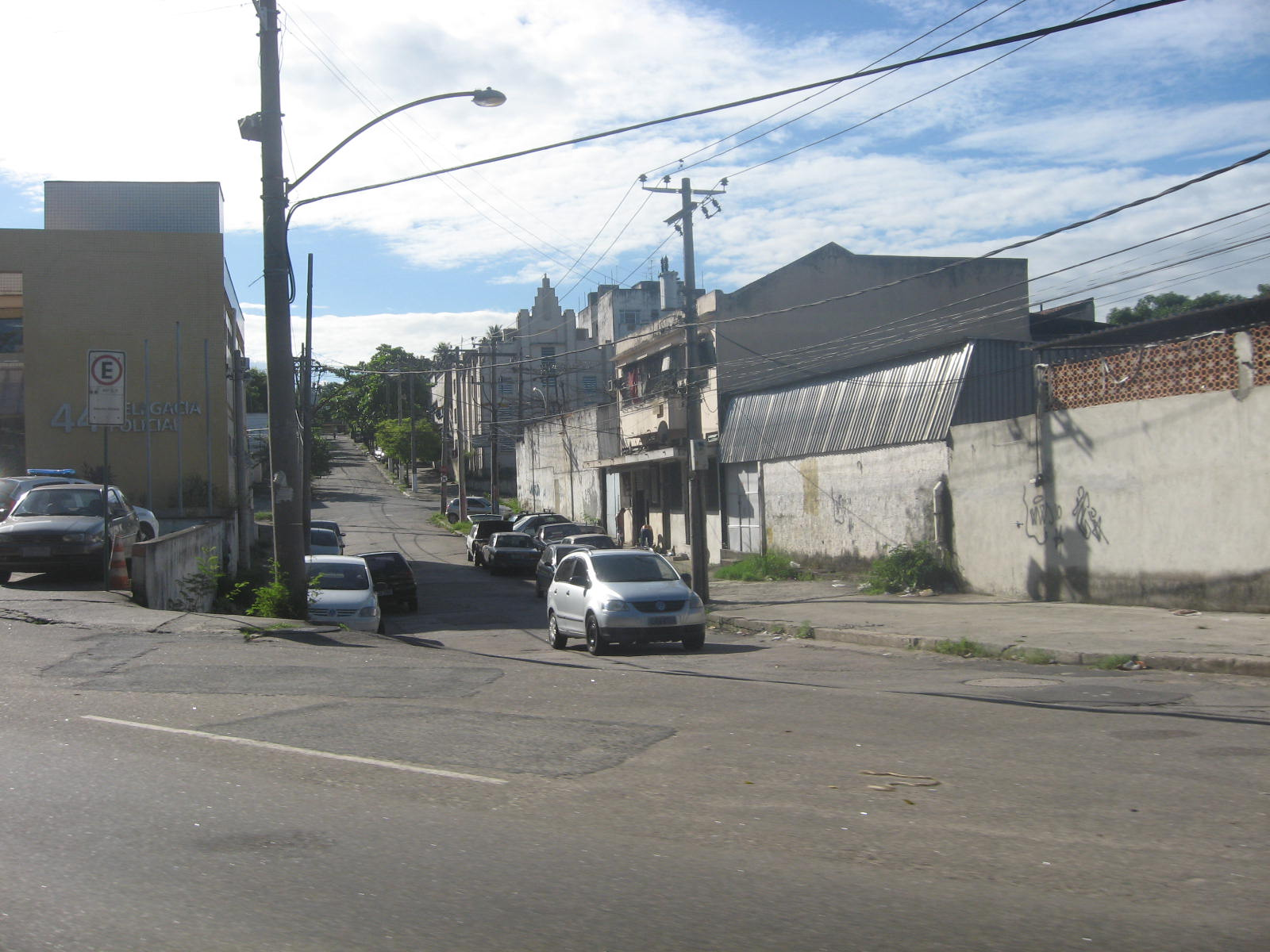
Vista del barri de Inhaúma.

El nom té origen indígena i remunta al període en què les terres del barri eren ocupades pels tamoios. Deriva del nom d'un ocell negre molt comú a la regió, quan encara era un llogaret indígena, anomenat "inhaúma". Aquesta au de color negre té una banya punxeguda sobre el cap i habita llocs pantanosos.
El barri limita amb els barris de Pilares, Engenho de Dentro, Engenho da Rainha, Cachambi, Del Castilho i Higienópolis, a més de part del Complexo do Alemão.
El barri destaca per la seva gran importància històrica en les èpoques del Brasil colonial i l'Imperi del Brasil. Actualment, destaca negativament pel creixent nombre de faveles i per l'augment de la criminalitat.
En l'època del descobriment del Brasil pels portuguesos, seguint la línia de la Badia de Guanabara a partir de São Cristóvão, s'estenia una gran plana retallada per rius i senders obertes per indígenes, que van propiciar el sorgiment de petits fondejadors en determinats punts al llarg dels rius.
En el litoral, es trobaven cales i platges, localitzades davant de l'arxipèlag format per les illes de Pinheiro, Sapucaia, Bom Jesus, Fundão i la més gran de totes, l'Illa del Governador.
Des de l'inici de la colonització portuguesa de Rio, en el segle xvi, la història de la regió de la Leopoldina està associada a la necessitat de buscar nous camins per a arribar a les capitanies al nord i, després, en el segle xviii, per a arribar a Minas Gerais.
Aquests nous camins van tenir un punt de partida comuna: a porta dels Jesuïtes, a São Cristóvão, coneguda com a largo da Cancela. Aquest punt, estratègic per a les activitats econòmiques dels pares, marcava la cruïlla de la Carretera Real dels jesuïtes amb la qual conduïa a la Fazenda da Penha i a la carreteres Vella i Nova de Pavuna. Aquesta última anava fins a l'antiga Venda dos Pilares. Altres camins es van formar en la mesura en que sorgien nous nuclis poblacionals, permetent que els habitants arribessin al centre de la ciutat per terra o utilitzant canoes per a seguir el recorregut dels rius fins a arribar a la Badia de Guanabara.
Encara en el segle xvi, diu Vivaldo Coaracy en la seva obra « Rio de Janeiro en el segle XVII», pàgina 84, que, el 1565, Estácio de Sá havia concedit a Antônio da Costa una sesmaria en la llavors anomenada «tapera de Inhaúma». Les terres que, aquell mateix any, el pare Gonçalo d'Olivera havia obtingut per a la Companyia de Jesús, s'estenien, en la seva immensitat, fins a aquella zona. Gelosos com es van mostrar sempre els pares de les seves propietats, on no toleraven intrusos, els habitants van estendre els conreus i els enginys més enllà dels límits de la gran sesmaria. Des del principi hi ha referències de propietats agrícoles en la regió d'Irajá, que més tard seria desmembrada la freguesia d'Inhaúma. I són coneguts els noms de molts habitants que allà tenien conreus. Entre aquests, figurava Baltasar d'Abreu Cardoso, «home dels principals de la ciutat», terres del qual li havien estat concedides per sesmaria el 1613.

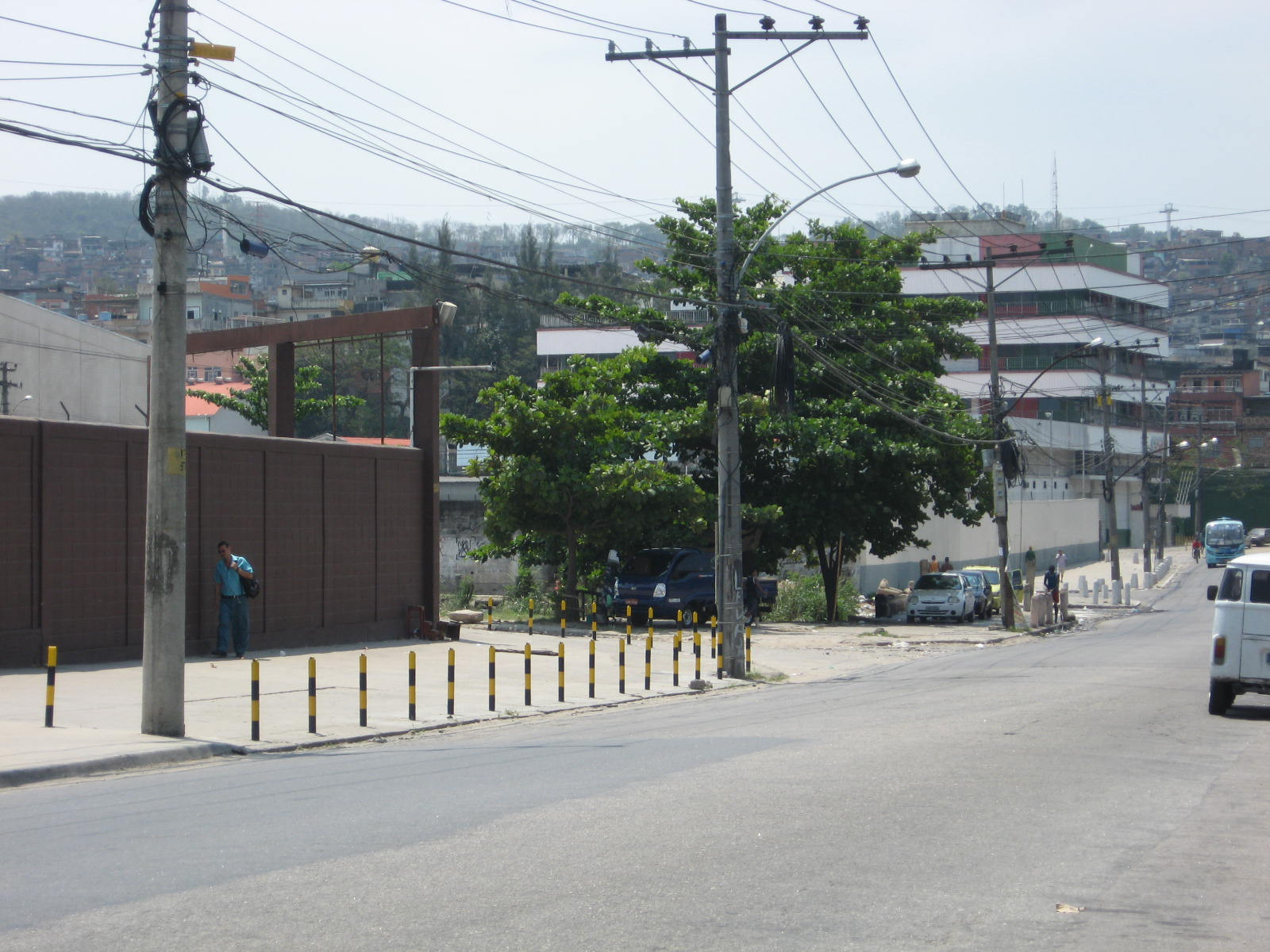
Vista de Inhaúma amb el Complexo do Alemão al fons

El 1643, el pare Custódio Coelho va crear la Freguesia de São Tiago, a causa de l'existència d'activitats econòmiques i d'una ocupació territorial que justificaven la mesura.
Els jesuïtes van establir diverses hisendes en el recorregut d'aquests camins. Una d'elles va destacar com a focus d'atracció per a l'ocupació de l'àrea: la Hisenda de São Tiago d'Inhaúma, passada al Vigário Geral Clemente Martins Mattos, principal promotor del progrés en la regió, amb un territori extens i fèrtil, llaurat per esclaus i llogaters lliures, la hisenda s'estenia fins a les terres d'Andaraí i d'Engenho Novo.
El 9 de març de 1743, la hisenda va ser elevada a la categoria de Parròquia de São Tiago d'Inhaúma, sent el seu territori desmembrat de la Freguesia d'Irajá i adquirint autonomia com a freguesia rural de Rio. Dos anys després, per ordre del Bisbe de Rio, es va erigir allà una capella, donant inici a la futura Església Matriu de la regió. A mitjans del segle xviii, el territori ja acollia centres rurals petits però productius, escampats per diverses localitats i connectats per ports fluvials i marítims.
La regió es feia cada vegada més important per al proveïment de la ciutat, amb activitats econòmiques que comprenien des del conreu de la canya de sucre i arròs, blat de moro i mongetes fins a la producció de llegums i fruites variades. També tenia manufactures de cuir i de productes de fang per a construcció, amb un comerç regular en els seus ports i pobles.

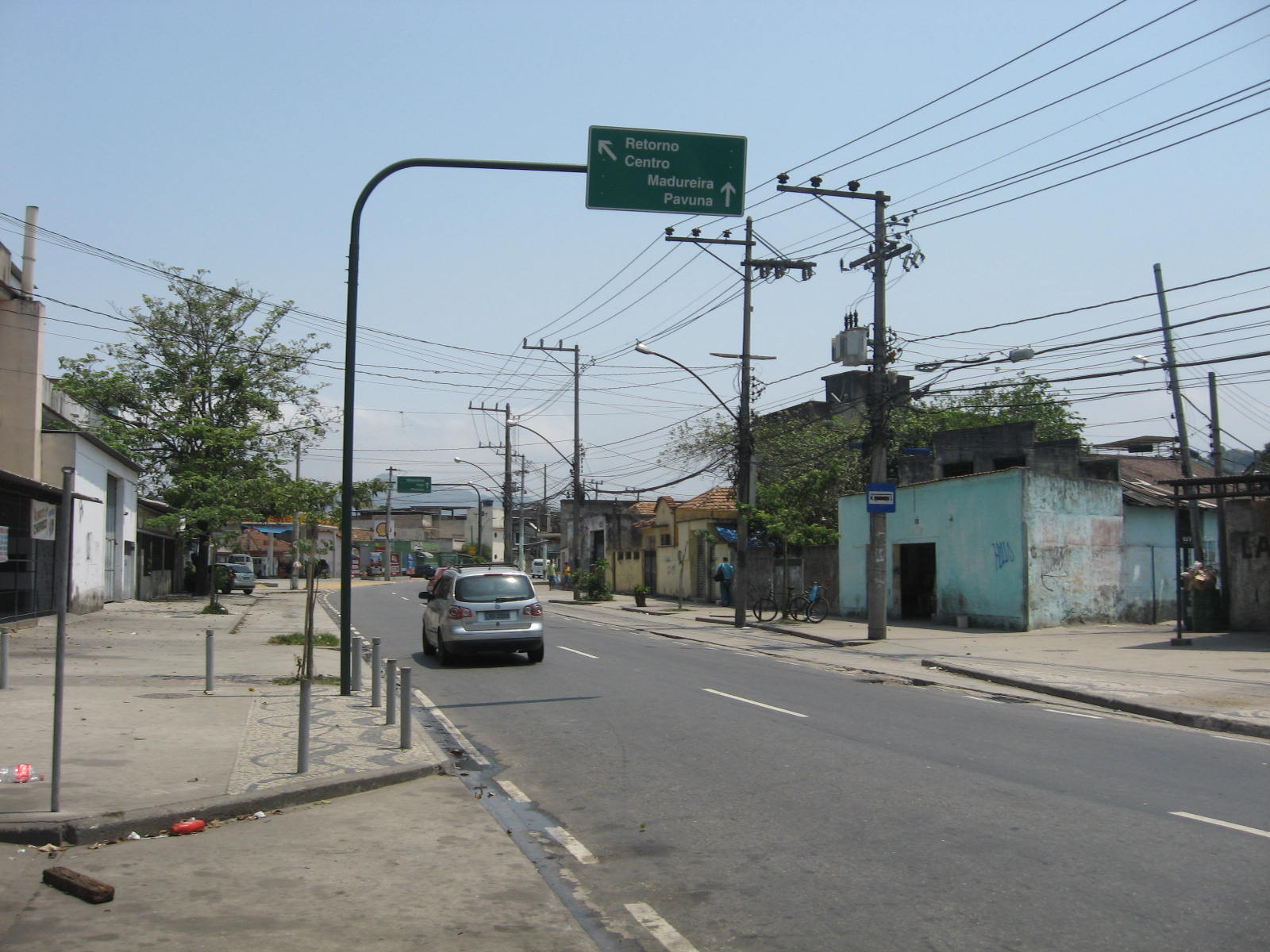
Detall d'Inhaúma.

El 1759, amb la persecució promoguda per Pombal que va culminar en la llei de 3 de setembre, que va expulsar els jesuïtes de Portugal i seus dominis, la Hisenda de São Tiago va ser confiscada i dividida en grans parcel·les rurals, posteriorment venuts. En l'època de la mineria d'or de Mines Gerais, la regió era punt estratègic per al poder colonial, ja que es trobava en el camí de l'or des de les mines fins al port de Rio, on era embarcat cap a Portugal.
Al principi del segle xix, les activitats comercials es van intensificar. La intensa activitat mercantil va fer sorgir, al llarg del temps, una sèrie de petits nuclis suburbans, seguint els punts de venda dels productes de la regió i d'altres que venien de fora, produïts principalment en la Província de Mines Gerais.
A partir de 1808, amb l'arribada a Rio de la cort portuguesa, travessant l'oceà per fugir de les Guerres Napoleòniques, el transport a partir dels ports de l'interior de la ciutat, principalment el d'Inhaúma, va passar a garantir el subministrament d'incomptables productes requerits per la nova capital de l'imperi.
Fins a prop de 1870, la Freguesia d'Inhaúma va mantenir el seu caràcter rural, però ja tenia nuclis suburbans importants. Dos d'ells van destacar com a estratègics per al creixement de tota la regió: Inhaúma, a causa del port creat en el segle xvi i Bonsucesso.
El port d'Inhaúma es localitzava on acaba l'actual Avinguda Guilherme Maxwell, e i servia per a distribuir els productes conreats en la regió, havent estat de gran importància per al desenvolupament dels suburbis. Utilitzat com a comunicació amb Caju, São Cristóvão, les illes pròximes al litoral d'Inhaúma i amb el centre de la ciutat, es va formar en el seu entorn un nucli de població i de comerç.
Bonsucesso va sorgir en el encreuament de dues carreteres: la de la Penha i a que arribava al port. La localitat va passar a tenir més ocupació després que, el 1754, Cecília Vieira de Bonsucesso, propietària de la Fazenda do Engenho de la Pedra, va reformar i embellir l'antiga capella, edificada el 1738 a l'Engenho da Pedra per un devot de Sant Antoni. Com a conseqüència, els camps de canya de les rodalies van passar a ser anomenats Camps de Bonsucesso, i l'Engenho da Pedra, amb el temps, va incorporar el nom de Bonsucesso.
Amb la millora dels accessos a la regió d'Inhaúma per terra, a partir de mitjan segle xix, l'antic port d'Inhaúma va entrar en decadència, desapareixent progressivament.

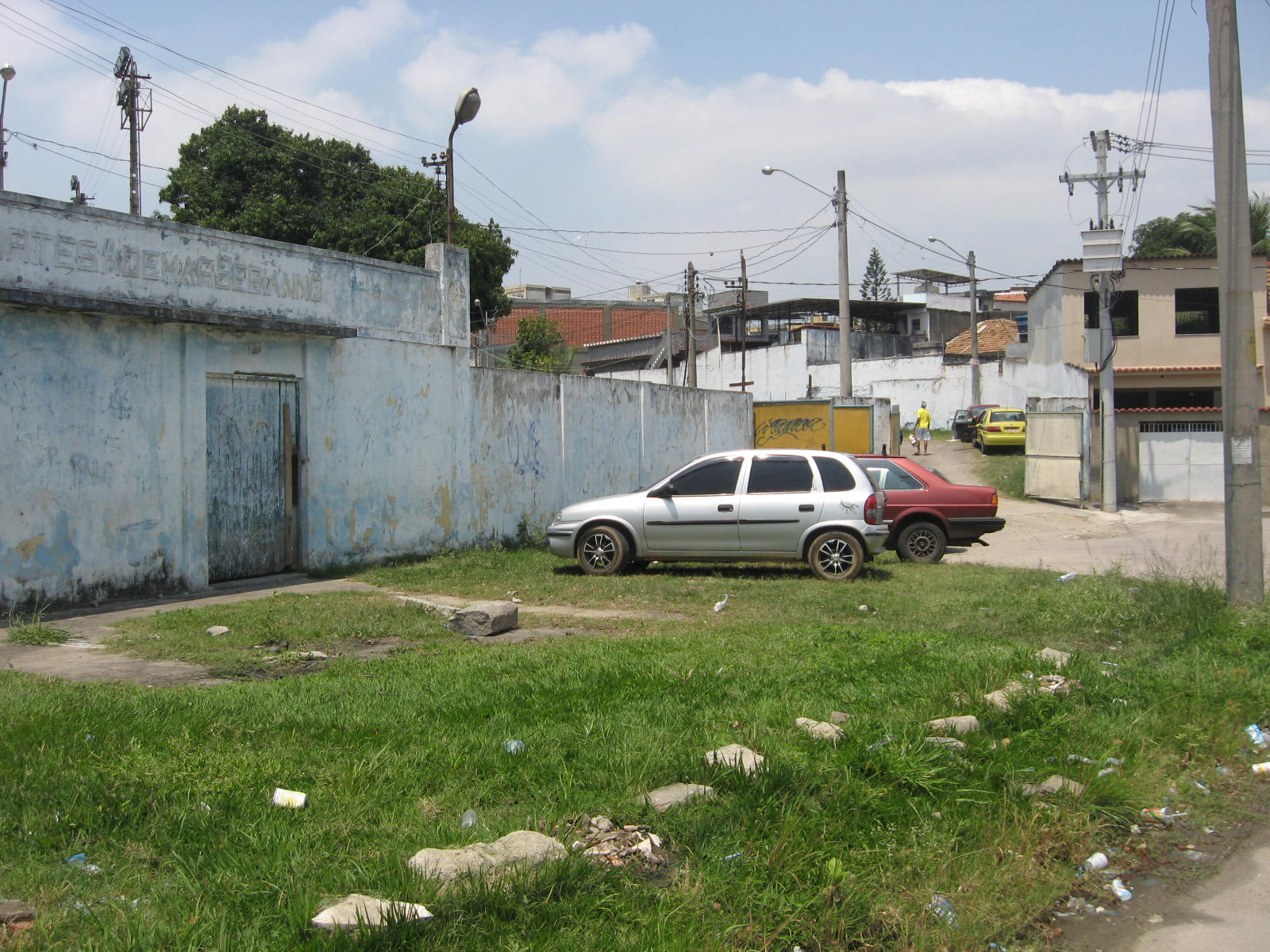
Seu del Everest Atlético Club.

El 1886, va ser inaugurada la Northern Railway - Ferrocarril Nord - més tard incorporada al sistema del Ferrocarril D. Pedro II (futura Central del Brasil), amb la denominació de Ferrocarril Leopoldina.
La construcció del ferrocarril va ser considerada una de les grans obres d'enginyeria de l'època, obligant a la solució de difícils desafiaments tècnics, com el recorregut traçat sobre terrenys pantanosos i que envoltaven la Badia de Guanabara. Va representar també una important obra sota la òptica de la iniciativa privada, en atreure la participació dels propietaris de les hisendes, interessats en donar terres per al pas dels trens, pretenent la millora de les condicions de transport dels seus productes i a la valorització de les seves propietats.
A canvi, els seus noms van ser donats a les estacions del tren i, posteriorment, als barris que es van formar en l'entorn de les futures estacions. Van sorgir així Parada del Amorim, propietari del lloc de Manguinhos; el barri Bonsucesso, incorporant l'antiga denominació de la propietària Cecília Vieira de Bonsucesso; la Parada de Ramos, a causa de la hisenda de Fonseca Ramos.
Olaria va rebre el nom a causa de la fabricació de teules i maons i Penha, perquè l'estació quedava en la hisenda del mateix nom. Aquesta última tenia la roca sobre la qual va ser construïda l'església.
Entre finals del segle xix i l'inici del segle xx, Bonsucesso va ser el primer nucli a prosperar, principalment pel Port d'Inhaúma. Va ser seguit per Olaria, Penha i Ramos, que es va fer un empori comercial dels més efervescents en la regió.
El 1892, la Hisenda de Manguinhos, d'Alexandrina Rosa de Carvalho, va ser expropriada pel govern, instal·lant-s'hi l'Institut Oswaldo Cruz, primera institució important en el litoral d'Inhaúma.
El 30 de desembre de 1902, durant la presidència de Rodrigues Alves (1903-1906), Pereira Passos va assumir l'ajuntament de Rio, donant inici a la tercera reforma urbanística de la ciutat, projecte de gran envergadura realitzat en el període conegut com a "Bota-abaixo", quan la Ciutat va passar per grans transformacions. Aquest fet va generar un creixement desordenat en nuclis de la Regió Leopoldina, així com en altres barris en els suburbis carioques.
Durant la transformació urbana empresa per l'alcalde Pereira Passos, la Leopoldina va ser envaïda pels habitants expulsats del Centre, a conseqüència de la demolició d'incomptables propietats. Les capes més pobres de la població, que ocupaven l'àrea demolida, van ser obligades a retirar-se, iniciant una recerca per terrenys i habitatges barats i promovent una intensa ocupació, sobretot al llarg de les vies del tren.
Es va iniciar un intens procés d'urbanització en la zona, en la qual els terrenys, venuts en quotes mensuals, van facilitar la vertiginosa ocupació de les terres fraccionades. La Regió Leopoldina va ser pionera en el finançament per a adquisició de terrenys i, com a conseqüència, entre 1890 i 1906 la regió va tenir el més gran creixement de població, entre totes les altres del municipi: el 293%.

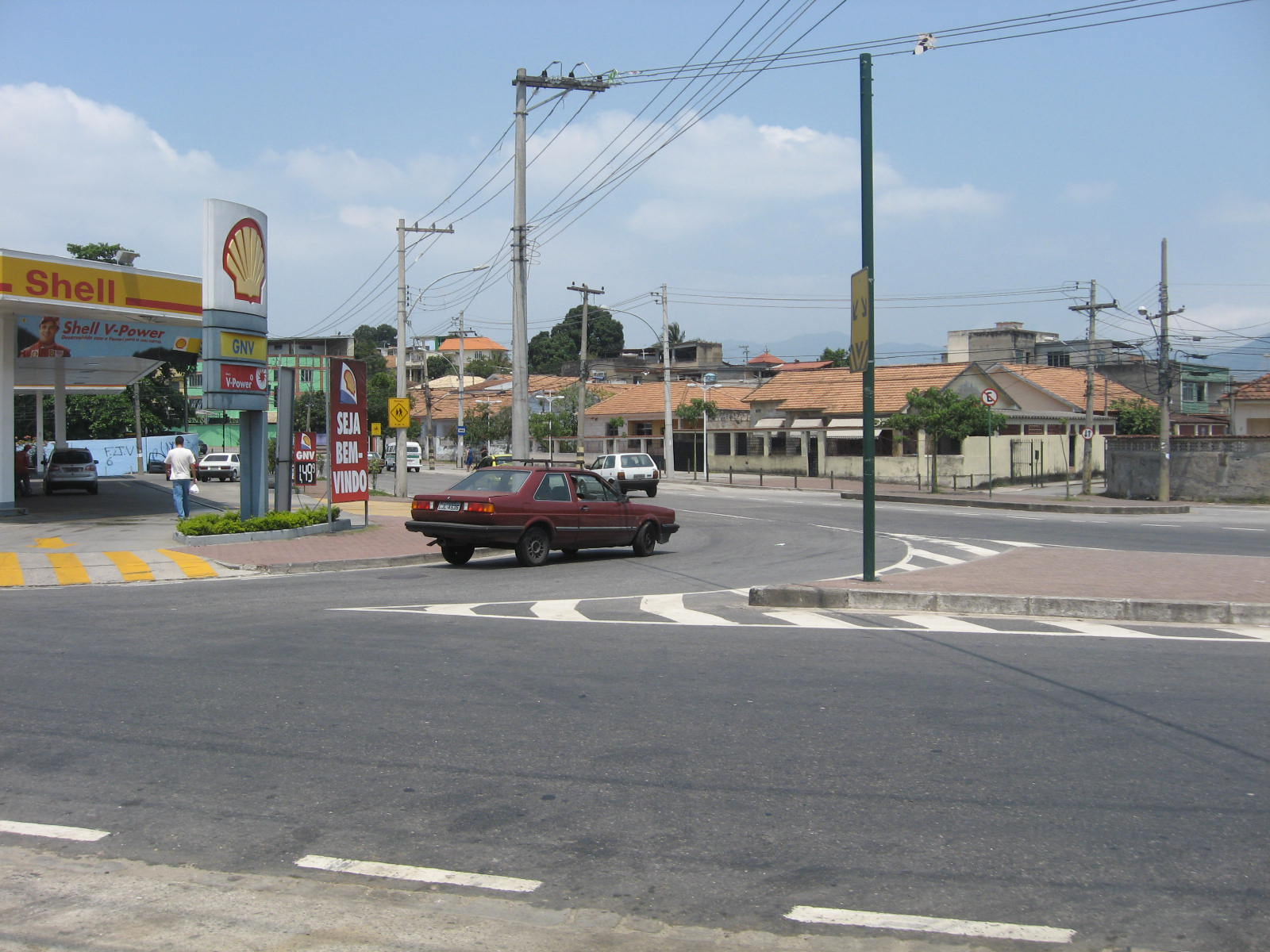
Inhaúma.

El 1906, la població de la ciutat va aconseguir 811.443 habitants. El 1914, per iniciativa de l'enginyer Guilherme Maxwell, descendent d'anglesos, últim propietari de l'antic Engenho da Pedra, va ser creada la Cidade dos Aliados, moderna urbanització constituida per places i carrers projectats segons els preceptes urbanístics que guiarien el projecte d'embelliment de Pereira Passos. El nom dels carrers homenatjava els països aliats en la Primera Guerra Mundial: Plaça de les Nacions, avingudes Roma, Londres, Brussel·les i Nova York. Aquest projecte va implementar efectivament la urbanització de la Regió.
La cala d'Inhaúma va mantenir el seu aspecte original fins a 1920, quan la riba va patir, a partir de Caju, incomptables abocaments fets en els seus manglars per l'Empresa de Melhoramentos da Baixada Fluminense, de l'enginyer Alencar Lima. Aquests abocaments serien posteriorment utilitzats per a la construcció de l'Avinguda Brasil, i parcialment ocupats per l'Aeronáutica, per la Marina, pel Ministeri de la Salut i per la Refinaria de Manguinhos.
A partir de 1930, amb el territori urbanísticament consolidat, es va iniciar un creixement industrial en la zona, que encara conservava característiques mixtes d'ús residencial i comercial. La població, bàsicament proletària, es concentrava en els nuclis més importants, al llarg del Ferrocarril Leopoldina. Però només a partir del Decret 6000/37, quan va ser definida com a zona industrial, l'àrea va començar a canviar de configuració.
El procés s'accelera durant la Segona Guerra Mundial, amb l'esforç de guerra dels aliats disminuint el fluix d'importacions i estimulant la fabricació nacional de productes anteriorment importats, cosa que promou una multiplicació de fàbriques petites i mitjanes entre els barris de Bonsucesso i Olaria.
L'esdeveniment guanya important dimensió també des del punt de vista urbanístic, al promoure l'acceleració dels treballs de sanejament de les conques hidrogràfiques de la Regió, com la del Riu Faria-Timbó, entre l'Avinguda Itaoca i la Carretera Vella de la Pavuna. El 1942, les obres ja estaven concloses, possibilitant la implantació d'indústries pioneres, com la Fàbrica de Paper Tannuri i d'altres que s'hi van instal·lar, els anys següents.
Si per un costat el govern de la llavors capital del país estimulava la implantació d'incomptables indústries, per un altre no dotava la regió de les obres civils necessàries a la seva infraestructura, possibilitant una ocupació desordenada per petites indústries, però deixant d'adequar els barris per afrontar els problemes d'inundacions i de la falta de sanejament bàsic, contribuint en molt per a la degradació de gran àrees.
El procés de creixement culmina amb la inauguració de l'Avinguda Brasil, el 1946, durant l'Estado Novo. Creada amb l'objectiu de descongestionar els eixos de la Carretera Rio-Petrópolis i de la Rio-São Paulo i disminuir els costos de la circulació de mercaderies, la construcció de la nova via exprés tenia la pretensió d'incorporar al teixit urbà de la Ciutat terrenys per a ús industrial, com coberts per a fàbriques i tallers, entre d'altres, deixant lliures només els terrenys destinats a la instal·lacions militars.
Fins llavors desenvolupada al llarg de la Carretera de Ferro Leopoldina, l'ocupació de la zona es desplaça cap als espais localitzats al llarg de l'eix de la nova avinguda-carretera. No obstant això, la industrialització pretesa no té lloc. El transport per carretera només arrenca efectivament a partir de mitjans de la dècada de 1950, amb la implantació de la indústria automobilística, inserida en el model de desenvolupament basat en el binomi energia i transports, del govern del president Juscelino Kubitschek.

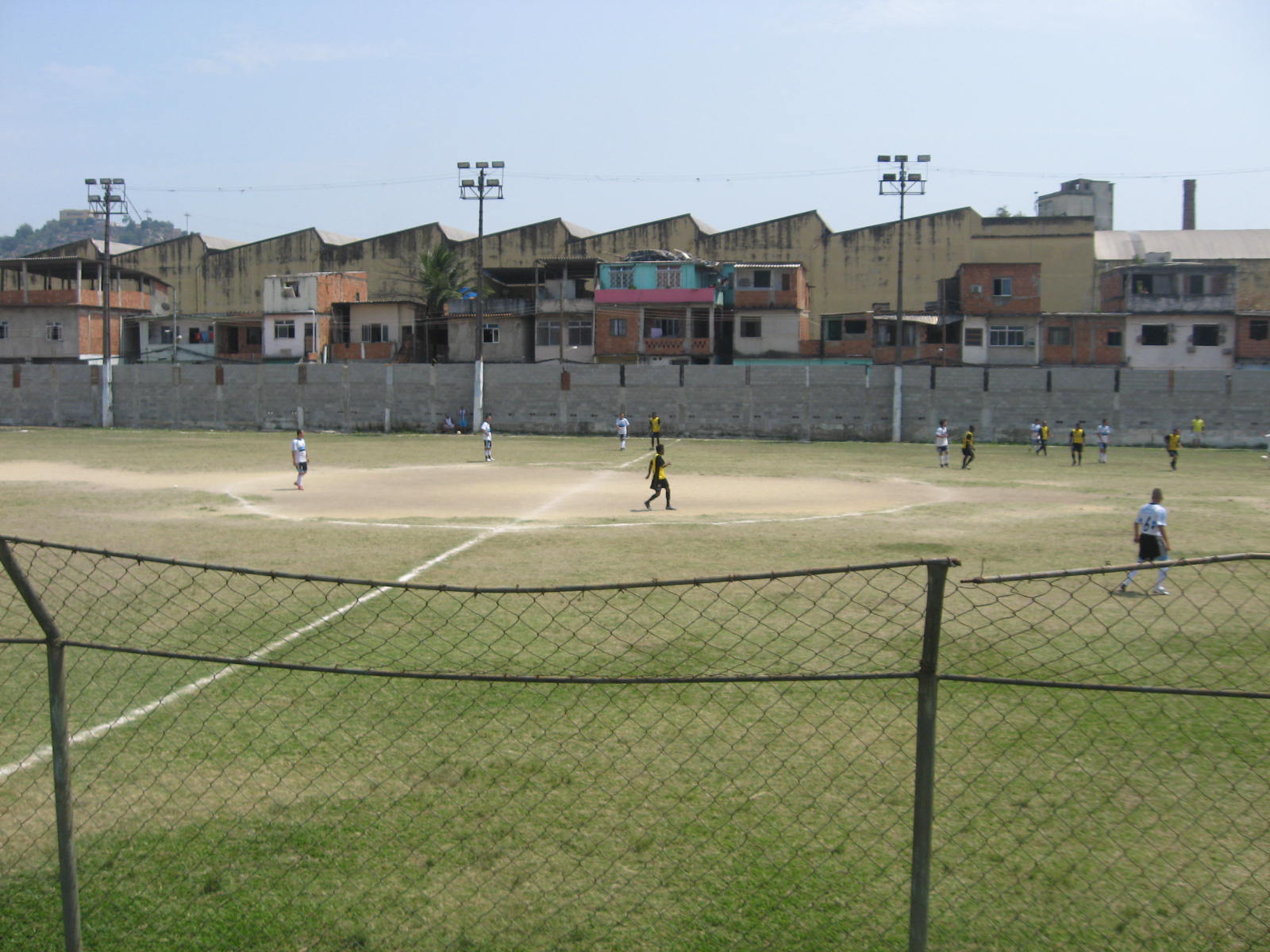
Estadi Ademar Bebiano, la plaça d'esports del Everest Atlético Clube

La gran avinguda, obra d'enginyeria executada sobre abocaments i d'un model econòmic-industrial que només es concretaria més tard, acaba possibilitant la invasió de les àrees no ocupades per les indústries, desencadenant un procés de favelització al llarg del seu trajecte.
La favelització, no obstant això, no té lloc específicament en la Regió Leopoldina, encara que un dels factors considerats fonamentals per a la instal·lació de les indústries era la proximitat de llocs on hi havia gran concentració de mà d'obra barata. Invasions i ocupacions irregulars ja eren bastant comunes en altres àrees industrials de la Ciutat.
Independentment dels factors que van contribuir per a impedir un creixement ordenat i productiu, la Regió Leopoldina es consolida a través dels anys com a important centre de comerç minorista i de serveis. El seu desenvolupament peculiar històricament està lligat a la vies fluvials, ports i camins que duen a les regions del nord de la Ciutat, a més de dos vectors que diferencien el creixement de la Regió: el ferrocarril Leopoldina i l'Avinguda Brasil.